# قائمة مباريات الكأس الممتاز الليبي لكرة السلة
الكأس الممتاز الليبي لكرة السلة أو كأس السوبر الليبي لكرة السلة هي بطولة تُلعب بين بطل الدوري الليبي الممتاز لكرة السلة وبطل كأس ليبيا لكرة السلة للفوز بالكأس الممتاز الليبي لكرة السلة، هذه البطولة هي الثالثة أهميةً في كرة السلة الليبية بعد الدوري الممتاز والكأس، ويُشرف الاتحاد الليبي لكرة السلة على هذه البطولة.
في حال كان بطل الدوري هو نفسه بطل الكأس، حينها يلعب المباراة مع وصيف الكأس. لُعبت أول نسخة للبطولة في 16 سبتمبر 2005، وفاز بها المروج على التحدي بنتيجة 85–70، وآخر من حمل اللقب هو الأهلي طرابلس إذ فاز بنتيجة 20–0، نظرًا لانسحاب النصر، وكان ذلك بتاريخ 17 أكتوبر 2024.
فازت 5 أندية فقط بالبطولة، ويحمل النصر بالاشتراك مع الأهلي بنغازي والأهلي طرابلس الرقم القياسي في عدد مرات الفوز بالبطولة برصيد 3 ألقاب، وقد فاز الشباب العربي بلقب البطولة مرتين، وفاز المروج باللقب مرة واحدة. فيما كان النصر أكثر فريق حلَّ بالمركز الثاني، بواقع 4 مرات، وحلَّ الاتحاد به 3 مرات، وقد حلَّ الأهلي طرابلس والشباب العربي بالمركز الثاني مرتين، وحلَّ به الوحدة مرة واحدة.

## القائمة
| المفتاح | المعنى                               | المفتاح | المعنى                   |
| ------- | ------------------------------------ | ------- | ------------------------ |
|         | بطل الدوري الليبي الممتاز لكرة السلة |         | بطل كأس ليبيا لكرة السلة |
|         | بطل الدوري الممتاز والكأس            |         | وصيف الكأس               |

| قائمة المباريات | قائمة المباريات                     | قائمة المباريات                     | قائمة المباريات                     | قائمة المباريات                     | قائمة المباريات                     | قائمة المباريات                     | قائمة المباريات |
| العام           | البطل                               | النتيجة                             | الوصيف                              | التاريخ                             | الملعب                              | المصدر                              | الملاحظات |
| --------------- | ----------------------------------- | ----------------------------------- | ----------------------------------- | ----------------------------------- | ----------------------------------- | ----------------------------------- | --- |
| 2005            | المروج                              | 85–70                               | الوحدة                              | 16 سبتمبر 2005                      | قاعة الاتحاد الإفريقي، طرابلس       | [ 1 ]                               | قاعة الاتحاد الإفريقي هو الاسم السابق لقاعة 17 فبراير. |
| 2006            | الشباب العربي                       | 69–57                               | الاتحاد                             | 20 نوفمبر 2006                      | مجمع رجب عكاشة، طرابلس              | [ 2 ]                               | |
| 2007            | النصر                               | 69–60                               | الشباب العربي                       | 27 مارس 2008                        | مجمع سليمان الضراط، بنغازي          | [ 3 ] [ وب 2 ]                      | |
| 2008            | لم تُنظم البطولة                     | لم تُنظم البطولة                     | لم تُنظم البطولة                     | لم تُنظم البطولة                     | لم تُنظم البطولة                     | لم تُنظم البطولة                     | لم تُنظم البطولة |
| 2009            | الشباب العربي                       | 88–79                               | النصر                               | 5 نوفمبر 2009                       | مجمع سليمان الضراط، بنغازي          | [ 4 ] [ وب 3 ]                      | |
| 2010            | الأهلي بنغازي                       | 73–68                               | الشباب العربي                       | 13 نوفمبر 2010                      | قاعة 23 سبتمبر، طرابلس              | [ 5 ] [ وب 4 ]                      | |
| 2011–13         | لم تُلعب البطولة لتوقف الدوري والكأس | لم تُلعب البطولة لتوقف الدوري والكأس | لم تُلعب البطولة لتوقف الدوري والكأس | لم تُلعب البطولة لتوقف الدوري والكأس | لم تُلعب البطولة لتوقف الدوري والكأس | لم تُلعب البطولة لتوقف الدوري والكأس | لم تُلعب البطولة لتوقف الدوري والكأس |
| 2014            | النصر                               | 56–46                               | الأهلي طرابلس                       | 17 سبتمبر 2016                      | قاعة طرابلس الكبرى، طرابلس          | [ 6 ] [ وب 5 ] [ وب 6 ]             | تعرف هذه النسخة باسم كأس السوبر الليبي لكرة السلة 2016 للعبها في عام 2016. |
| 2015-16         | لم تُلعب البطولة لتوقف الدوري والكأس | لم تُلعب البطولة لتوقف الدوري والكأس | لم تُلعب البطولة لتوقف الدوري والكأس | لم تُلعب البطولة لتوقف الدوري والكأس | لم تُلعب البطولة لتوقف الدوري والكأس | لم تُلعب البطولة لتوقف الدوري والكأس | لم تُلعب البطولة لتوقف الدوري والكأس |
| 2017            | النصر                               | 39–35                               | الاتحاد                             | 29 سبتمبر 2017                      | مجمع سليمان الضراط، بنغازي          | [ وب 7 ] [ وب 8 ] [ وب-إنج 1 ]      | |
| 2018            | الأهلي طرابلس                       | 20–0                                | النصر                               | 4 نوفمبر 2018                       | مجمع سليمان الضراط، بنغازي          | [ وب 9 ] [ وب 10 ] [ وب-إنج 2 ]     | توقفت المباراة بسبب شغب جماهير النصر وكانت النتيجة 53–40 للأهلي، وقرر اتحاد كرة السلة استئنافها يوم الاثنين بدون جماهير، لكن أعضاء من إدارة النصر دخلوا الملعب ومنعوا اللاعبين من بدء المباراة، فقرر الاتحاد منح اللقب للأهلي. |
| 2019–20         | لم تُلعب البطولة لتوقف الدوري والكأس | لم تُلعب البطولة لتوقف الدوري والكأس | لم تُلعب البطولة لتوقف الدوري والكأس | لم تُلعب البطولة لتوقف الدوري والكأس | لم تُلعب البطولة لتوقف الدوري والكأس | لم تُلعب البطولة لتوقف الدوري والكأس | لم تُلعب البطولة لتوقف الدوري والكأس |
| 2021            | الأهلي طرابلس                       | 76–52                               | النصر                               | 6 يناير 2022                        | قاعة نادي الاشعاع، زليتن            | [ وب 11 ] [ وب 12 ]                 | |
| 2022            | الأهلي بنغازي                       | 70–66                               | الأهلي طرابلس                       | 25 نوفمبر 2022                      | قاعة طرابلس الكبرى، طرابلس          | [ وب 13 ] [ وب-إنج 3 ] [ وب-إنج 4 ] | |
| 2023            | الأهلي بنغازي                       | 57–55                               | الاتحاد                             | 7 مارس 2024                         | مجمع سليمان الضراط، بنغازي          | [ وب 14 ] [ وب 15 ]                 | لُعب الكأس ضمن موسم 2022–23 |
| 2024            | الأهلي طرابلس                       | 20–0                                | النصر                               | 17 أكتوبر 2024                      | قاعة طرابلس الكبرى، طرابلس          | [ وب 16 ] [ وب 1 ]                  | انتهى الشوط الأول بنتيجة 39–28 لصالح الأهلي طرابلس، وانسحب النصر بامتناعه عن دخول القاعة في الشوط الثاني؛ ليعلن الحكم فوز الأهلي طرابلس باللقب                                                                                 |

آخر تحديث للجدول في 00:10، 18 أكتوبر 2024 (ت ع م)

## القاعات والمجمعات
| تفاصيل القاعات والمجمعات            | تفاصيل القاعات والمجمعات  | تفاصيل القاعات والمجمعات | تفاصيل القاعات والمجمعات | تفاصيل القاعات والمجمعات     | تفاصيل القاعات والمجمعات                 |
| الاسم الرسمي                        | الاسم السابق              | العنوان                  | تاريخ الافتتاح           | النُسخ الملعوبة               | النوادي التي تستخدمها                    |
| ----------------------------------- | ------------------------- | ------------------------ | ------------------------ | ---------------------------- | ---------------------------------------- |
| قاعة 17 فبراير للألعاب الرياضية     | قاعة الاتحاد الإفريقي     | طرابلس، ليبيا            |                          | 2005                         |                                          |
| مجمع رجب عكاشة للألعاب الرياضية     | المجمع الرياضي بطرابلس    | طرابلس، ليبيا            | 8 مارس 1963              | 2006                         |                                          |
| مجمع سليمان الضراط للألعاب الرياضية | المجمع الرياضي بحي البركة | بنغازي، ليبيا            |                          | 2007، 2009، 2017، 2018، 2023 | الأهلي بنغازي، التحدي، النصر، الهلال     |
| قاعة 23 سبتمبر للألعاب الرياضية     |                           | طرابلس، ليبيا            |                          | 2010                         |                                          |
| قاعة طرابلس الكبرى للألعاب الرياضية |                           | طرابلس، ليبيا            |                          | 2014، 2022، 2024             | النادي الأهلي، الاتحاد، المدينة، اليرموك |
| قاعة نادي الاشعاع                   |                           | زليتن، ليبيا             |                          | 2021                         |                                          |

## إحصائيات
- أول فريق فاز بالطولة: المروج (2005).
- أكثر فريق فاز بالبطولة: النصر والأهلي بنغازي والأهلي طرابلس (3 مرات).
- أكثر فريق خسر البطولة: النصر (4 مرات).
- أكثر فريق مشاركة بالبطولة: النصر (7 مرات).
- أقل فريق مشاركة بالبطولة: المروج والوحدة (مرة واحدة).
- أكبر عدد من النقاط سُجِّلَ في مباراة واحدة: الشباب العربي 88–79 النصر (2009).
- عدد المباريات التي لم تلعب: 8 مباريات (2008، 2011، 2012، 2013، 2015، 2016، 2019، 2020).

## سجل الأبطال

### وفقًا للنادي
الفائزون بالكأس الممتاز الليبي لكرة السلة (%)
مُرتبة وفقاً: لعدد مرات الفوز، وعدد مرات الوصافة، وأول فوز، وأول وصافة.
| النادي        | عدد مرات الفوز | عدد مرات الوصافة | مواسم الفوز      | مواسم الوصافة    |
| ------------- | -------------- | ---------------- | ---------------- | ---------------- |
| النصر         | 3              | 3                | 2007، 2014، 2017 | 2009، 2018، 2021 |
| الأهلي بنغازي | 3              |                  | 2010، 2022، 2023 |                  |
| الأهلي طرابلس | 3              | 2                | 2018، 2021، 2024 | 2014، 2022       |
| الشباب العربي | 2              | 2                | 2006، 2009       | 2007، 2010       |
| المروج        | 1              |                  | 2005             |                  |
| الاتحاد       |                | 3                |                  | 2006، 2017، 2023 |
| الوحدة        |                | 1                |                  | 2005             |

### وفقًا للمدينة
الفائزون بالكأس الممتاز الليبي لكرة السلة وفقًا للمدينة (%)
مُرتبة وفقاً: لعدد مرات الفوز، وعدد مرات الوصافة، وأول فوز، وأول وصافة.
| المدينة | عدد مرات الفوز | عدد مرات الوصافة | الأندية الفائزة                                             | الأندية الوصيفة                                                                                |
| ------- | -------------- | ---------------- | ----------------------------------------------------------- | ---------------------------------------------------------------------------------------------- |
| بنغازي  | 6              | 4                | النصر (2007، 2014، 2017) الأهلي بنغازي (2010، 2022، 2023)   | النصر (2009، 2018، 2021، 2024)                                                                 |
| طرابلس  | 5              | 8                | الأهلي طرابلس (2018، 2021، 2024) الشباب العربي (2006، 2009) | الشباب العربي (2007، 2010) الأهلي طرابلس (2014، 2022) الاتحاد (2006، 2017، 2023) الوحدة (2005) |
| المرج   | 1              |                  | المروج (2005)                                               |                                                                                                |

### فهرس المراجع
المنشورات العربية
1. ↑  جرناز (2021)، ص. 222.
2. ↑  جرناز (2021)، ص. 223.
3. ↑  جرناز (2021)، ص. 224.
4. ↑  جرناز (2021)، ص. 225.
5. ↑  جرناز (2021)، ص. 226.
6. ↑  جرناز (2021)، ص. 227.
7. 1 2  جرناز (2021)، ص. 61.
8. ↑  جرناز (2021)، ص. 60.

مواقع الوِب
العربية
1. 1 2  "انسحاب النصر يمنح الأهلي طرابلس لقب سوبر السلة". كووورة. 17 أكتوبر 2024. اطلع عليه بتاريخ 2024-10-17.
2. ↑  "كأس السوبر الليبي لكرة السلة 2007/2006". كووورة. مؤرشف من الأصل في 2023-07-22. اطلع عليه بتاريخ 2023-07-22.
3. ↑  "كأس السوبر الليبي لكرة السلة 2008/2009". كووورة. مؤرشف من الأصل في 2023-07-22. اطلع عليه بتاريخ 2023-07-22.
4. ↑  "كأس السوبر الليبي لكرة السلة 2009\2010". كووورة. مؤرشف من الأصل في 2023-07-22. اطلع عليه بتاريخ 2023-07-22.
5. ↑  "كأس السوبر الليبي لكرة السلة 2013\2014". كووورة. مؤرشف من الأصل في 2023-07-22. اطلع عليه بتاريخ 2023-07-22.
6. ↑  "فريق النصر يفوز بكأس السوبر الليبية". بوابة إفريقيا الإخبارية. 17 سبتمبر 2016. مؤرشف من الأصل في 2023-07-25. اطلع عليه بتاريخ 2023-07-23.
7. ↑  "كأس السوبر الليبي لكرة السلة 2015\2016". كووورة. مؤرشف من الأصل في 2023-07-22. اطلع عليه بتاريخ 2023-07-22.
8. ↑  بركان، زين العابدين، المحرر (30 سبتمبر 2017). "«سلة» النصر تحقق ثلاثية الموسم". بوابة الوسط. بنغازي. مؤرشف من الأصل في 2023-07-23. اطلع عليه بتاريخ 2023-07-23.
9. ↑  "كأس السوبر الليبي لكرة السلة 2017\2018". كووورة. مؤرشف من الأصل في 2023-07-23. اطلع عليه بتاريخ 2023-07-23.
10. ↑  "نادي النصر يفقد اللقب وكاس سوبر السلة امام ( الاهلي ط ) ويتعرض لعقوبات بسبب ادارته وجمهوره". أسطُر. 6 نوفمبر 2018. مؤرشف من الأصل في 2023-07-23. اطلع عليه بتاريخ 2023-07-23.
11. ↑  "كأس السوبر الليبي لكرة السلة 2020/2021". كووورة. مؤرشف من الأصل في 2023-07-23. اطلع عليه بتاريخ 2023-07-23.
12. ↑  "الأهلي طرابلس يُتوّج باللقب الثالث لكأس السوبر لكرة السلة على حساب النصر". ريميسا. 7 يناير 2022. مؤرشف من الأصل في 2023-07-23. اطلع عليه بتاريخ 2023-07-23.
13. ↑  "كأس السوبر الليبي لكرة السلة 2021/2022". كووورة. مؤرشف من الأصل في 2023-07-23. اطلع عليه بتاريخ 2023-07-23.
14. ↑  "الأهلي بنغازي يتوج بكأس السوبر لكرة السلة". بوابة الوسط. القاهرة. 7 مارس 2024. مؤرشف من الأصل في 2024-03-08. اطلع عليه بتاريخ 2024-03-08.
15. ↑  "كأس السوبر الليبي لكرة السلة 2022/2023". كووورة. مؤرشف من الأصل في 2024-03-09. اطلع عليه بتاريخ 2024-03-09.
16. ↑  "فريق الاهلي طرابلس لكرة السلة بطل كأس السوبر للموسم الرياضي 2024/2023". وكالة الأنباء الليبية. 17 أكتوبر 2024. اطلع عليه بتاريخ 2024-10-17.
17. ↑  "تكليف ناصر العحمي مديراً للمدينة الرياضية بطرابلس". ريميسا. 21 أكتوبر 2018. مؤرشف من الأصل في 2023-07-29. اطلع عليه بتاريخ 2023-07-29.
18. ↑  "قاعة سليمان الضراط". كووورة. مؤرشف من الأصل في 2023-07-28. اطلع عليه بتاريخ 2023-07-29.
19. ↑  "القاعة الكبرى". كووورة. مؤرشف من الأصل في 2023-07-28. اطلع عليه بتاريخ 2023-07-29.

الإنجليزية
1. ↑  Alharathy, Safa, ed. (1 Oct 2017). "Al-Ahly Benghazi basketball team wins Libyan Super Cup". The Libya Observer (بالإنجليزية). Archived from the original on 2023-07-23. Retrieved 2023-07-23.
2. ↑  Assad, Abdulkader, ed. (7 Nov 2018). "Al-Ahli Tripoli wins Libyan Basketball Super Cup". The Libya Observer (بالإنجليزية). Archived from the original on 2023-07-23. Retrieved 2023-07-23.
3. ↑  Mohammed, Libya, ed. (27 Nov 2022). "Al-Ahly Benghazi basketball team wins Libyan Super Cup". The Libya Observer (بالإنجليزية). Archived from the original on 2023-07-23. Retrieved 2023-07-23.
4. ↑  "Al-Ahly Benghazi win Libyan Basketball Super Cup". Alwasat (بالإنجليزية). Cairo. 28 Nov 2022. Archived from the original on 2023-07-23. Retrieved 2023-07-23.

### معلومات المراجع المُفصَّلة
الكتب (مرتبة تصاعدياً حسب تاريخ النشر)
العربية:
- علي جرناز (2021). مسيرة كرة السلة الليبية (1938–2017) (ط. 1). طرابلس. ISBN:978-9959-9502-7-7. QID:Q120793587.{{استشهاد بكتاب}}:  صيانة الاستشهاد: مكان بدون ناشر (link)

## وصلات خارجية
- الكأس الممتاز الليبي لكرة السلة على موقع كووورة.